# Henning Elting
Henning Kjelstrup Elting (* 26. Oktober 1925; † 8. Mai 2014) war ein dänischer Fußballspieler.

## Sportlicher Werdegang
Elting begann mit dem Fußballspielen bei B 1901. 1945 wechselte der Torhüter zum Boldklubben 1909, den er drei Jahre später in Richtung Køge BK verließ. Hier avancierte er zum Nationalspieler, im September 1949 debütierte er im Rahmen der Nordischen Meisterschaft 1948–51 bei der 0:2-Heimniederlage gegen Finnland im Jersey der dänischen Nationalmannschaft. In der Folge hielt er sich im Kader der Auswahlmannschaft und kam bis zum November des folgenden Jahres zu insgesamt vier Länderspieleinsätzen. Seinen größten Erfolg feierte er 1954 auf Vereinsebene, als die Mannschaft von Køge BK unter dem ungarischen Trainer Lajos Szendrődi erstmals in der Vereinsgeschichte den Meistertitel gewann. Im selben Jahr beendete er seine aktive Laufbahn.